# Vigo (Cambre)
Vigo (llamada oficialmente Santa María de Vigo) es una parroquia española del municipio de Cambre, en la provincia de La Coruña, Galicia.

## Límites
Limita al norte con las parroquias de Brejo y Bribes al este con en municipio de Abegondo, al sur con el municipio de Carral y al oeste con las parroquias de Andeiro y Brejo.

## Entidades de población
Entidades de población que forman parte de la parroquia:
- A Costa
- A Fonte Cuntín
- A Fonte Moura
- A Mosca
- A Mourama
- Barbaín
- Cachos
- Folgueira
- Fonte da Vila
- Golpilleiras
- Grela (A Grela)
- Lapa
- Longueiral
- O Carballo
- O Corgo
- O Outeiro
- Os Currás
- O Souto da Regueira
- Os Prados Vellos
- Regueira (A Regueira)
- San Roque
- Tuíño (O Tuíño)
- Veiga (A Veiga)
- Vilartó

## Demografía
| Gráfica de evolución demográfica de Vigo entre 2000 y 2018 |
|                                                            |
| Datos según el nomenclátor publicado por el INE.           |